# 南山人壽

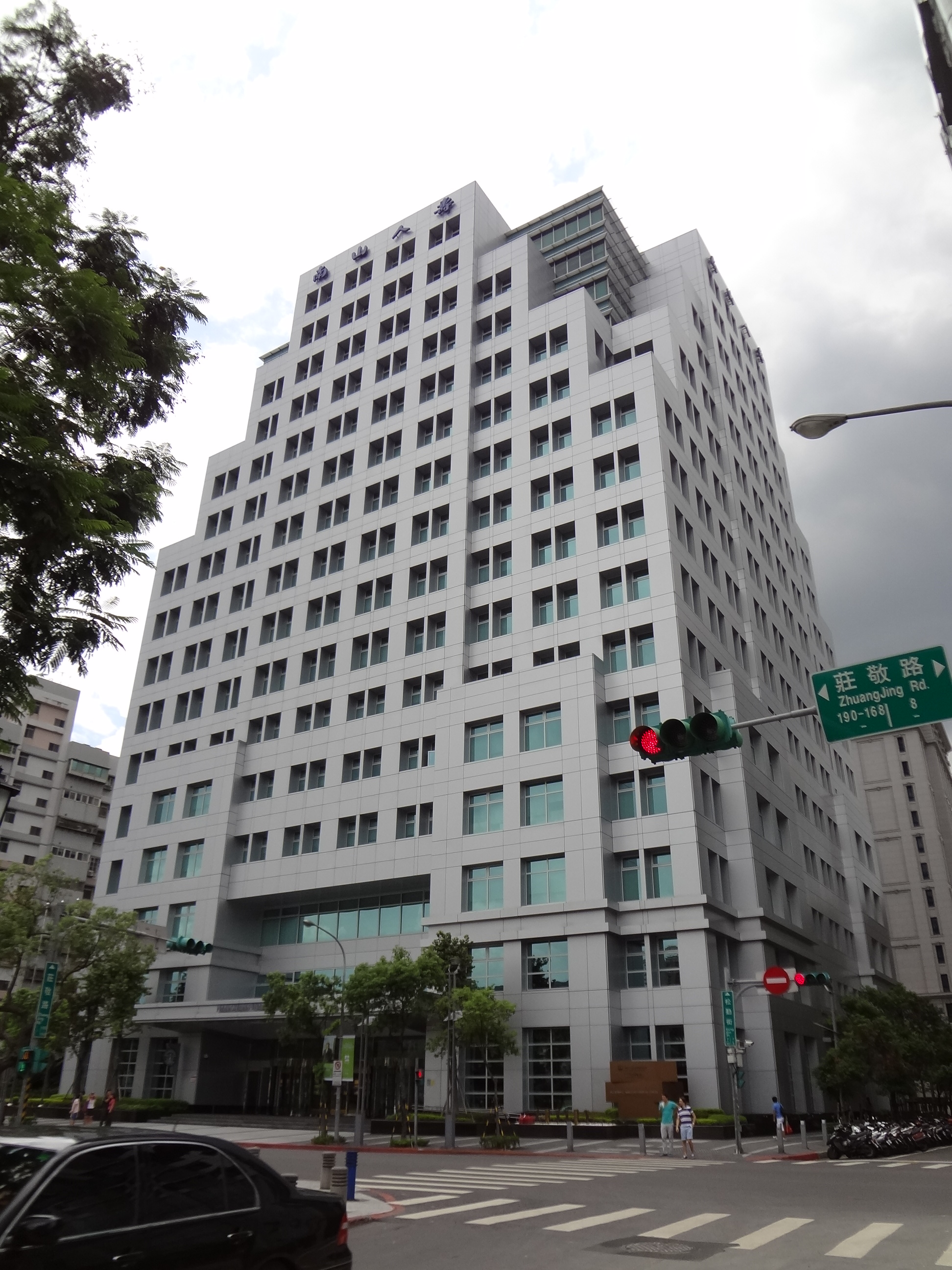
南山金融中心現為南山人壽總公司所在地。

南山人壽保險股份有限公司（簡稱南山人壽）（Nan Shan Life Insurance Company, Ltd.），是一家總部設於中華民國臺北市信義區的人壽保險公司，成立於1963年7月，2011年8月，潤泰集團與寶成工業合資成立的潤成投資控股引進專業管理人，成為南山人壽最大股東。截至2021年，在全台設有26家分公司，逾341個通訊處。

## 沿革
- 1963年7月，南山人壽成立。

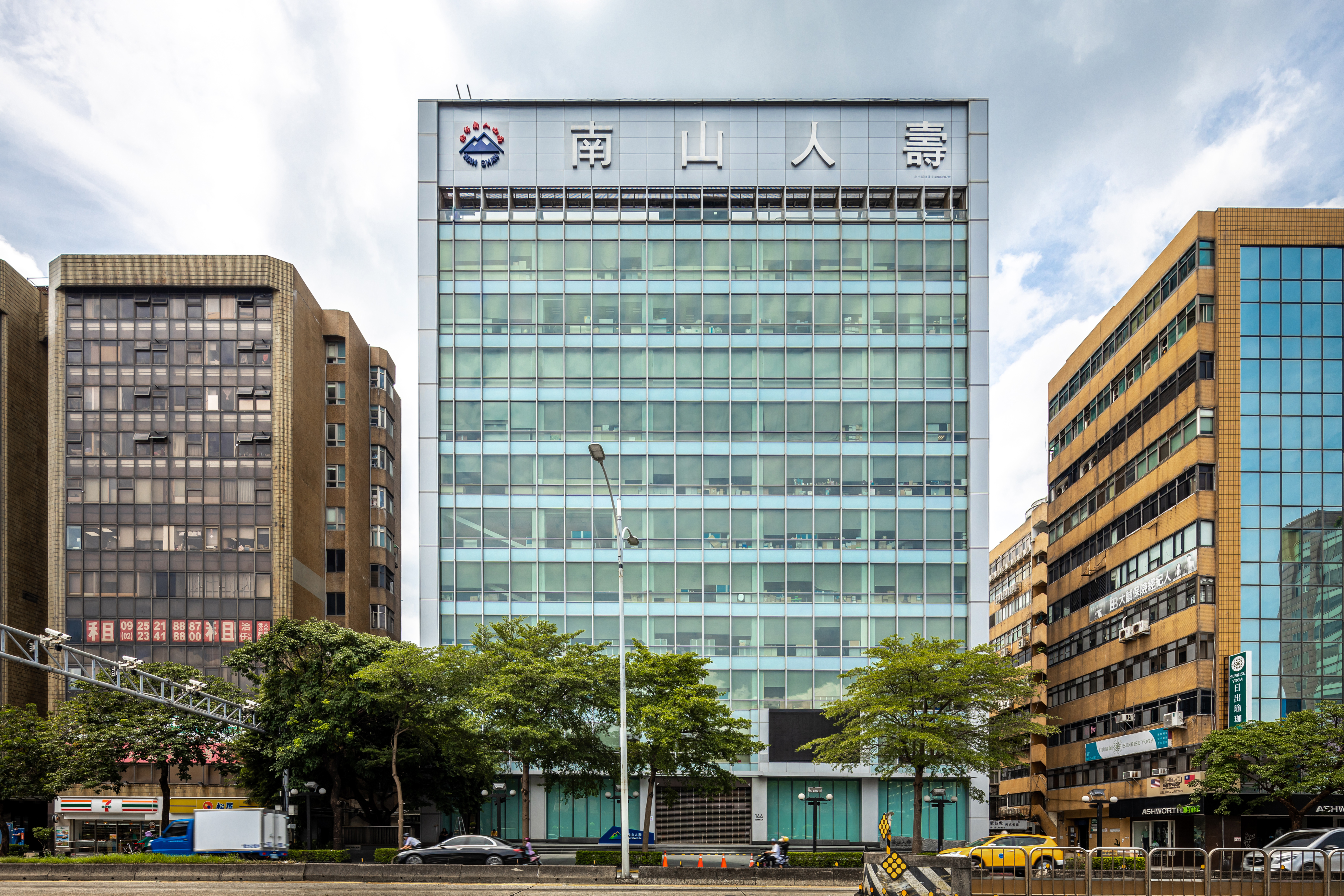
南山人壽舊總公司現為南山人壽台北二區中山分公司所在地。

- 1970年，公司改組─美國國際集團（AIG）投資接辦。
- 2002年，於臺中縣烏日鄉設立南山人壽教育訓練中心。
- 2006年5月，成立南山人壽慈善基金會。
- 2011年1月12日，由潤泰集團佔80%股份及寶成工業佔20%股份合組潤成投資控股，以21.6億美元（約639.4億元新台幣）取得南山人壽97.57%股權由外商成功轉型為本土企業。
- 2012年7月，取得主管機關核准，成為公開發行公司。
- 2013年7月，成立南山慈善基金，推動社區醫療照護關懷計畫。
- 2015年6月11日，南山人壽董事會通過購併美亞產物保險（AIG Taiwan）的個人保險及中小企業商業保險業務[2]。
- 2015年7月，於澎湖縣成立離島地區第一個通訊處 。
- 2015年10月，於金門縣成立通訊處。
- 2015年10月，開辦國際保險業務（OIU）。
- 2016年9月1日，美亞產物保險更名為南山產物保險[3]。
- 2017年5月，南山人壽於本年初以保險安定基金新臺幣2億元收購之朝陽人壽並於本月初完成交割[4]。
- 2017年9月，董事會決議委任陳潤權為境界成就計畫專案召集人，許妙靜為新任總經理，並經金管會審議通過之日起生效。
- 2019年5月，南山人壽新境界系統出包，造成15萬張保單停效或墊繳保費，金管會主委顧立雄認為，南山內稽內控已亮紅燈，已「有礙健全經營之虞」，等南山新系統整個穩定後，「會來做懲處」[5]。
- 2020年3月，南山人壽以新臺幣312.76億元、溢價率17.4%取得台北世界貿易中心展覽三館地上權標案。本案堪稱世紀標案，無論是基地面積（4,856坪）、權利金與決標金額均為歷來最高，創「三高」紀錄。[6]規劃打造地上36層的複合式大樓，結合商辦、一般零售業、停車場等用途[7]。
- 2023年11月，南山人壽整合所有分散在台南市溪南地區的通訊處於自行興建的南山台南廣場成立台南分公司，地址亦從安平區慶平路遷至北區育德路（原位於安平區慶平路的分公司原址後由明台產物保險接手進駐）。

## 財務表現
| 年度   | 總保費               | 資產總值              |
| ------ | -------------------- | --------------------- |
| 2020年 | 總保費收入3,893 億元 | 總資產逾新台幣 5.2 兆 |
| 2019年 | 總保費收入4,643 億元 | 總資產逾新台幣 4.8 兆 |
| 2018年 | 總保費收入5,054 億元 | 總資產逾新台幣 4.4 兆 |
| 2017年 | 總保費收入5,239 億元 | 總資產逾新台幣 4.3 兆 |
| 2016年 | 總保費收入5,064 億元 | 總資產逾新台幣 3.6 兆 |
| 2015年 | 總保費收入4,426 億元 | 總資產逾新台幣 3.2 兆 |

台灣民營保險業信評
| 評等機構        | 評等日期 | 評等結果            |
| --------------- | -------- | ------------------- |
| 中華信用評等    | 2021.11  | tw AA，展望「穩定」 |
| 標準普爾（S&P） | 2021.11  | BBB+，展望「穩定」  |

## 榮譽
2015年
- 「2015信譽品牌」保險類金獎
- 第六屆「消費者金融品牌」 壽險類─最佳壽險服務優質獎
- 第23回「全國最佳壽險公司排行榜」最值得推薦、業務員最優、理賠服務最佳及知名度最高(優選)
- 「2015台灣企業永續報告獎」金融及保險業銀獎
- 「2015商務人士理想品牌大調查」壽險品牌第一名
- 「2015遠見五星服務獎」─人壽保險第一名
- 第六屆「台灣保險卓越獎」、「保戶服務卓越獎」金質獎、「公益關懷卓越獎」銀質獎、「保障型商品推展卓越獎」銀質獎及「微型保險推展卓越獎」銀質獎
- Global Brands Magazine「Best Life Insurance Brand, Taiwan 2015」
- Global Banking & Finance Review「Best Insurance Company Taiwan 2015」
- 經理人月刊「2015影響力品牌大調查」人壽保險類優選

2016年
- 第十三屆金炬獎（中華民國傑出企業管理人協會）「年度十大績優企業」及「優良顧客滿意度」
- 亞洲亞當史密斯獎評選為2016「最受矚目獎」
- Global Business Outlook Awards「Best Life Insurance Company, Taiwan 2016」
- 「2016信譽品牌」保險類金獎（十三度獲獎）（讀者文摘）
- 2016臺灣服務業大評鑑─最佳團隊熱忱獎 （工商時報）
- Global Brands Magazine「Best Life Insurance Brand, Taiwan 2016」
- 「Young 世代品牌大調查」壽險類 -「最想擁有品牌」第一名
- Global Banking & Finance Review「Best Insurance Company Taiwan 2016」

2017年
- 第14屆國家品牌玉山獎（中華民國國家企業競爭力發展協會）「最佳企業類」、「最佳產品類」10804543121
- 2017台灣最佳壽險品牌(連續三年)（全球品牌雜誌）
- 第七屆「台灣保險卓越獎」、「保戶服務卓越獎」金質獎、「保障型商品推展卓越獎」金質獎、「微型保險推展卓越獎」金質獎及「資訊安全推展卓越獎」銀質獎
- 財訊金融獎（財訊雜誌）「最佳壽險形象」優質獎
- 2017台灣最佳壽險公司（全球銀行及金融評論（Global Banking & Finance Review））
- 2017台灣最佳壽險公司（全球商業觀點雜誌（Global Business Outlook））

2018年
- 第15屆國家品牌玉山獎（中華民國國家競爭力發展協會）「傑出企業類─玉山獎」、「最佳產品類─玉山獎」、「最佳產品類─全國首獎」
- 2018TCSA台灣企業永續獎（台灣企業永續學院）「台灣企業永續報告獎─金融及保險業」金獎
- 2018台灣最佳壽險公司（國際財經雜誌（International Finance Magazine））
- 2018台灣最佳保險品牌（全球品牌雜誌（Global Brands Magazine））
- 第二屆亞太地區優良智慧綠建築暨系統產品獎（亞太地區智慧綠建築聯盟「臺北南山廣場─設計類獎金獎」
- 第十四屆金炬獎（中華民國傑出企業管理人協會）「年度十大績優企業」、「優良顧客滿意度獎」
- 2018台灣最佳壽險公司（全球商業觀點雜誌（Global Business Outlook））
- 第十屆傑出公關獎─企業社會責任傑出獎（財團法人公共關係基金會）
- 2018台灣最佳壽險公司（全球銀行及金融評論，Global Banking & Finance Review）
- 2018全球百大最有價值保險品牌─第39名（Brand Finance）
- 科技專案 台灣經濟部工業局智慧城鄉生活應用計畫：【人工智慧】保險業理賠文件AI智慧判讀辨識系統(核定)[8]

2019年
- 2019台灣最佳壽險公司（全球銀行及金融評論, Global Banking & Finance Review）

## 裁罰事件
- 2019年4月：南山人壽因片面變更契約，下令總經理停職6個月、財務功能主管停職5個月、客戶服務功能主管停職5個月，裁罰600萬元[9]。

- 2019年9月：南山人壽因「新境界系統」上線造成諸多嚴重問題，相關監督管理、內部控制明顯有嚴重缺失，裁罰3,000萬元，並下令董事長杜英宗停職二年[10]。

- 2020年7月：南山人壽於2014年取得東帝士百貨原址後，計畫興建南山台南廣場，並於2017年攜手六福旅遊集團打造五星級飯店「台南六福莊」，不料六福旅遊集團於2018年因觀光業不景氣宣佈撤資後停建，一直尚未動工超過五年，裁罰100萬元[11][12]。

- 2021年4月29日，金管會發現南山人壽辦理保險業務時有違反保險法及洗錢防制法，依保險法裁罰760萬元。且業務員非為保單關係人，竟以信用卡代繳他人的保險費，保單竟將受益人填寫為業務員[13]。

## 外部連結
- 南山人壽LINE官方帳號（页面存档备份，存于）
- 台灣公司資料 （页面存档备份，存于）
- 南山，南得好靠山的Facebook專頁
- 南山人壽 / 南山產物保險股份有限公司的Instagram帳戶
- YouTube上的南山人壽頻道